# قضیه ساکری لوژاندر
قضیه ساکری-لژاندر (به انگلیسی: Saccheri–Legendre theorem) در ریاضیات، به خصوص در هندسه مطلق، قضیه‌ای است که توسط دو ریاضی دان به نام‌های جیرولامو ساکری و آدرین-ماری لژاندر اثبات شده و بیان می‌کند که مجموع زوایای داخلی مثلت همواره کوچکتر یا مساوی ۱۸۰ درجه می‌باشد.

## منبع
- مشارکت‌کنندگان ویکی‌پدیا. «Saccheri–Legendre theorem». در دانشنامهٔ ویکی‌پدیای انگلیسی، بازبینی‌شده در ۲۲ فوریه ۲۰۱۴.